# 荒島町
荒島町（あらしまちょう）は、島根県安来市の町。郵便番号は692-0007。

## 地理
安来市の西端に位置する。王陵の丘などの古墳群が豊富にある。安来市内に2つある駅のうちの1つ、荒島駅があり米子方面・松江方面にアクセスできる。

## 世帯数と人口
2021年（令和3年）11月30日現在の世帯数と人口は以下の通りである。
| 町丁   | 世帯数  | 人口    |
| ------ | ------- | ------- |
| 荒島町 | 798世帯 | 2,044人 |

## 小・中学校の学区
市立小・中学校に通う場合、学区は以下の通りとなる。
| 番地 | 小学校             | 中学校             |
| ---- | ------------------ | ------------------ |
| 全域 | 安来市立荒島小学校 | 安来市立第三中学校 |

## 交通

### 鉄道
- JR西日本山陰本線荒島駅

### 道路
- E9 安来道路
- 国道9号

## 施設
- 荒島駅
- 安来市立荒島小学校
- 荒島郵便局
- 古代出雲王陵の丘
- 安来自動車教習所